# August Frey (Maler)
August Frey (* 24. November 1912 in Hochdorf; † 4. August 1998 in Böschenrot, Gemeinde Meierskappel) war ein Schweizer Maler und Grafiker.

## Leben
August Frey absolvierte das Gymnasium Immensee. Anschliessend studierte er an der Kunstgewerbeschule in Luzern und an der Académie Julian in Paris. Ab 1931 arbeitete er als freiberuflicher Maler im In- und Ausland. Er schuf zahlreiche Fresken, Tafelbilder, Glasmalereien und Sgraffiti im öffentlichen Raum. Zudem malte er Landschaften und Interieurs, erstellte Grafiken und war ein gefragter Porträtist vieler Zeitgenossen. Seine Werke wurden im In- und Ausland ausgestellt, so in Basel, Zürich, Luzern und Davos.
Frey erhielt 1943 und 1944 je einmal das Eidgenössische Kunststipendium und 1956 den Studien- und Werkbeitrag des Kantons Zürich.
Er heiratete die Malerin Anna Blume. Frey lebte bis 1996 in Zürich und Böschenrot.